# 阿塞拜疆海军
阿塞拜疆海军是一支驻扎在里海上的内陆海军。

## 历史
阿塞拜疆海军的成立可追溯至1918年8月5日，因为当时俄罗斯帝国的舰队部署在阿塞拜疆的领海区域内，阿塞拜疆民主共和国政府决定成立这支海军。当时只有6条船。苏联统治阿塞拜疆以后，这支舰队被改编入苏联海军。1991年苏联解体，苏联里海舰队被阿塞拜疆和俄罗斯联邦瓜分。1992年6月，这些阿塞拜疆拥有的船只被挂上了阿塞拜疆国旗，正式投入使用。根据盖达尔·阿利耶夫1996年颁发的总统令，8月5日被定为阿塞拜疆海军日。到今天，阿塞拜疆海军被认为是继俄罗斯联邦之后实力第二强的里海舰队。

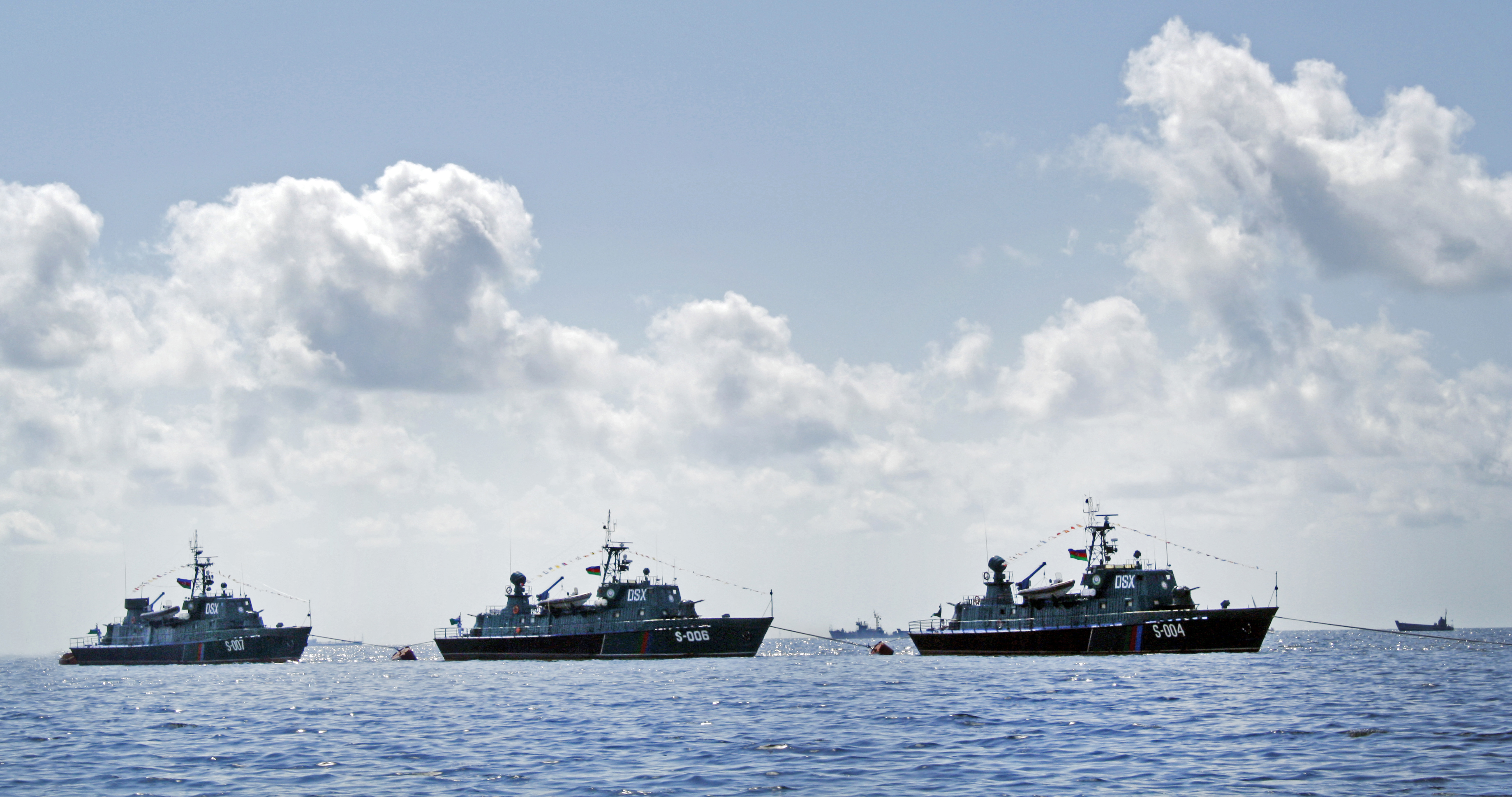
阅兵式时在巴库湾的阿塞拜疆海军

简氏海军年鉴在2001－2002版中说，阿塞拜疆海岸警备队在2002年7月成立。船只则是改编自里海舰队和苏联边防部队。舰队最早的总司令是拉菲格·阿斯加洛夫（Rafig Asgarov），现在舰队由海军中将沙希·苏丹诺威领导。

## 军事力量
现在这只海军有大约5000人服役，有包括里海舰队和海岸警备队在内的16个部门。
现有的服役船只：
- 1艘彼佳级护卫舰[4]：7艘巡逻艇，包括2艘奥萨级导弹快艇和5艘斯丹卡级巡逻艇。
- 7艘扫雷舰包括：2艘索尼娅级扫雷艇和5艘叶夫根级扫雷艇。
- 6艘登陆艇，1艘特种军舰

2000年，阿塞拜疆向土耳其收购了一艘AB-25级巡逻艇。2001年则向美国收购了2艘巡逻艇，另外在2001－2005年先后向土耳其收购了30艘巡逻艇。

## 海军特种部队
2001年，阿塞拜疆在土耳其海军的援助下成立了海军特种部队。它的训练和编制都与参与援助和训练的土耳其海军特种部队和美国海军特种部队有相似之处
2004年利特尔克里克两栖基地的一个海豹部队小组参加了与阿塞拜疆第641海军特种部队的联合作战演习，司令部设在巴库城外的阿塞拜疆海军基地。这支部队被描述成“令人印象深刻的新海上特种部队”。
2005年，黑水国际收到阿塞拜疆的请求训练其海军特种部队。

## 与美国的合作

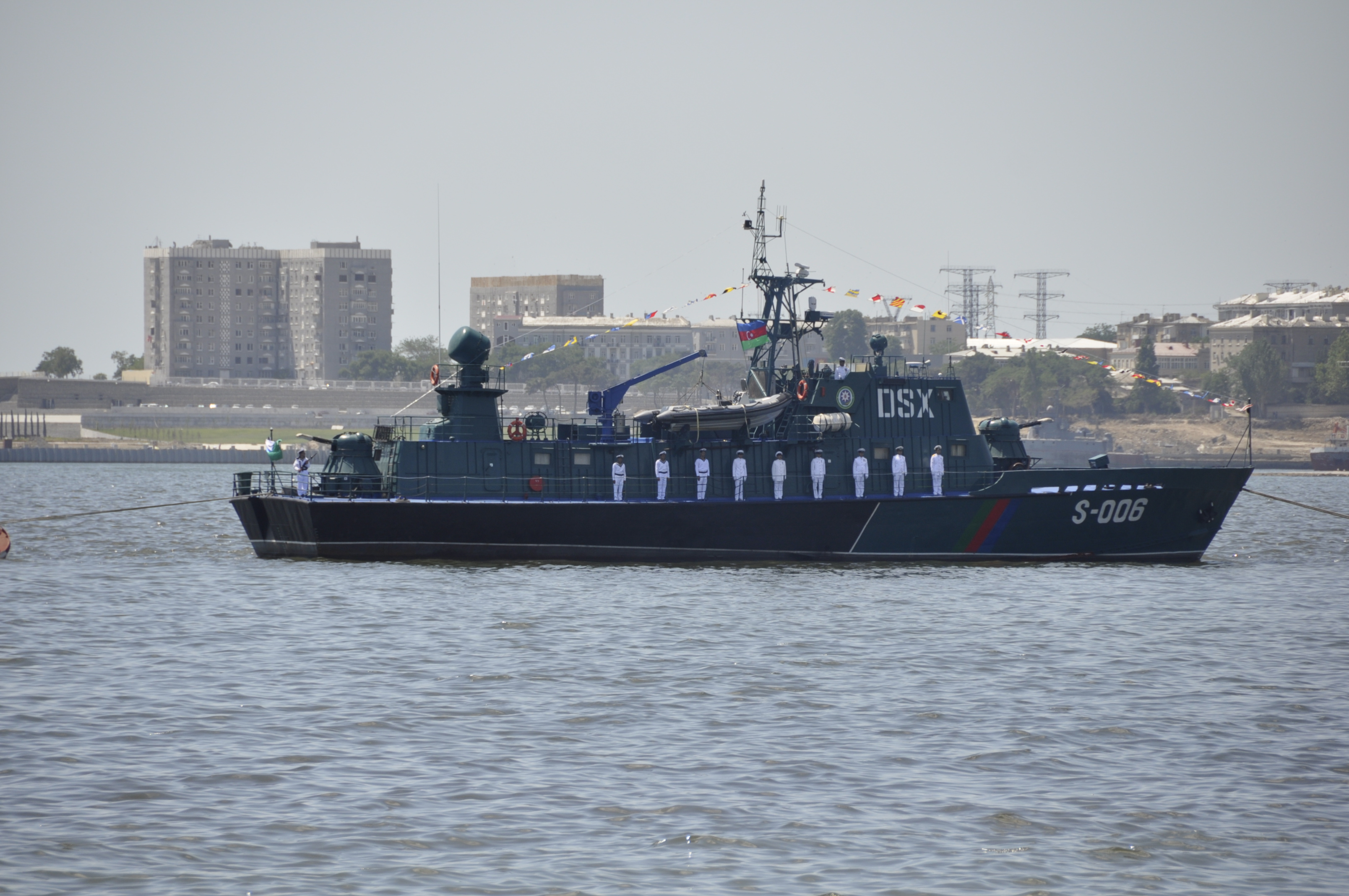
在巴库的阅兵式

2006年美国赠送给了阿塞拜疆3艘摩托艇，还有让美国援助更新里海舰队中的战舰的协议。
2006年5月19日，阿塞拜疆海军和土耳其海军举行了一次联合军演。内容是保护巴库的石油和天然气管道。这次演习的目的是保证巴库-第比利斯-杰伊汉管道的安全。演习的第一个任务是清除海床上安放的地雷，之后是将假想的恐怖分子设置的陷阱拆除，最后则是海空的联合操练。
2007年阿塞拜疆海军和美国的一座军工厂达成协议，标志着阿塞拜疆的部分船只将会装备更先进的激光瞄准设施。美国专家也会对这一设施的使用给予培训。